# Попович, Георге (художник)
Георге Попович (рум. Gheorghe Popovici; 5 октября 1859, Яссы — 24 февраля 1933, там же) — румынский художник и педагог.

## Биография

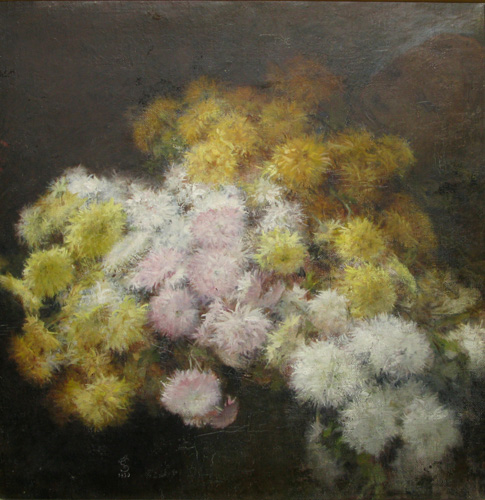
Цветочный натюрморт

Родился в 1859 году в Яссах. В том же городе получил среднее и художественное образование. Успехи в обучении в местной школе изящных искусств принесли Поповичу государственную стипендию для продолжения обучения в Риме, а затем в Париже, где его учителем был Леон Бонна.
После возвращения на родину, Георге Попович стал профессором живописи в Ясской школе изящных искусств, которую ранее сам окончил. В 1911—29 годах был директором той же школы. Среди его учеников были, в частности, Николае Тоница, Штефан Димитреску, Камил Рессу и Аурел Баешу. 
Попович писал портреты, натюрморты, пейзажи, жанровые и исторические сцены, расписал интерьеры митрополичьего дворца в Яссах. В 1900 году на Всемирной выставке демонстрировалась картина Георге Поповича, изображающая казнь одного из лидеров румынского крестьянского восстания XVIII столетия.
Скончался Попович в 1933 году в своём родном городе.

## Галерея

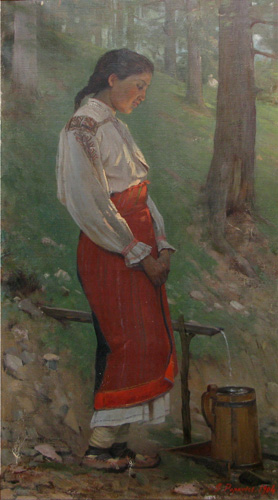
Крестьянская девушка у родника
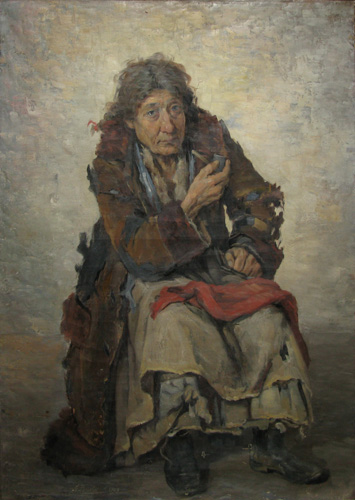
Пожилая цыганка
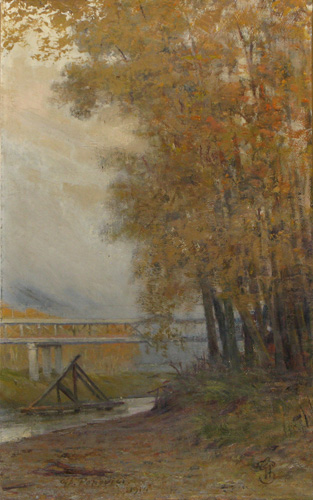
Мост через реку Молдова